# Inazio Mujika
Inazio Mujika Iraola (Donostia, Guipúscoa, 1963) és un escriptor en èuscar.

## Obres

### Narrativa
- Azukrea belazeetan (1987, Erein)
- Tu Quoque (1991, Arabako Foru Aldundia)
- Itoak ur azalera bezala (1993, Kutxa fundazioa)
- Hautsaren kronika (1994, Alberdania)
- Matriuska (1995, Erein)

### Novel·la
- Gerezi denbora (1999, Alberdania)

### Assaig
- Xabier Lete (Auto)biografia bat (2011, Alberdania), Premi Euskadi 2012

### Literatura infantil i juvenil
- Linkon (1991, Erein)
- Urguleko arima herratua (1997, Donostiako udala): Joxean Muñozekin elkarlanean
- Akeita gol (2001, Ttarttalo-Irusoin): Joxean Muñozekin elkarlanean
- Balearekin kantuan (2001, Ttarttalo-Irusoin): Joxean Muñozekin elkarlanean
- Dimitri eta itsas txakurrak (2001, Ttarttalo-Irusoin): Joxean Muñozekin elkarlanean
- Dimitri eta sorgina (2001, Ttarttalo-Irusoin): Joxean Muñozekin elkarlanean
- Urrezko zuhaitza (2002, Ttarttalo-Irusoin): Joxean Muñozekin elkarlanean
- Perla zuria (2002, Ttarttalo-Irusoin): Joxean Muñozekin elkarlanean